# Rubicon Keys
Rubicon Keys – grupa dwóch małych, położonych blisko siebie wysp zlokalizowanych w zatoce Biscayne, w północnej części Upper Florida Keys, na północ od Old Rhodes Key i na zachód od południowego krańca Elliott Key, po południowej stronie Caesar Creek. Administracyjnie należą do hrabstwa Miami-Dade stanu Floryda i są położone na terenie Parku Narodowego Biscayne.
Nazwa Rubicon Keys została nadana przez załogi U.S. Coast & Geodetic Survey dla upamiętnienia Juliusza Cezara i jego przekroczenia Rubikonu w Italii.